# Michelangelo Bernasconi
Michelangelo Renzo Carlo Bernasconi (17 de septiembre de 1901-21 de marzo de 1943) fue un deportista italiano que compitió en remo. Ganó siete medallas en el Campeonato Europeo de Remo entre los años 1920 y 1931.

## Palmarés internacional
| Campeonato Europeo | Campeonato Europeo  | Campeonato Europeo | Campeonato Europeo |
| Año                | Lugar               | Medalla            | Prueba             |
| ------------------ | ------------------- | ------------------ | ------------------ |
| 1920               | Mâcon (Francia)     | Medalla de bronce  | Ocho con timonel   |
| 1926               | Lucerna (Suiza)     | Medalla de plata   | Doble scull        |
| 1927               | Como (Italia)       | Medalla de oro     | Scull individual   |
| 1927               | Como (Italia)       | Medalla de plata   | Doble scull        |
| 1929               | Bydgoszcz (Polonia) | Medalla de plata   | Doble scull        |
| 1930               | Lieja (Bélgica)     | Medalla de plata   | Doble scull        |
| 1931               | París (Francia)     | Medalla de bronce  | Doble scull        |